# Luiz Carlos Vasconcelos
Luiz Carlos Vasconcelos (Umbuzeiro, 25 de junho de 1954) é um ator brasileiro.
Natural de Umbuzeiro, na Paraíba, iniciou a carreira artística nos anos 70, atuando em teatro, cinema e televisão, destacando-se por sua atuação como o médico Drauzio Varella no aclamado filme Carandiru, pelo qual ganhou um prêmio no Festival Internacional de Cinema de Cartagena.[carece de fontes?]

## Biografia
O teatro e principalmente o circo sempre foram as grandes paixões de Vasconcelos, que, apesar de ser formado em Letras, estudou artes cênicas na Dinamarca para depois incorporar-se ao grupo teatral Intrépida Trupe.
Em 1978, está em João Pessoa, e cria o personagem que iria acompanhá-lo pela vida afora, o palhaço Xuxu, um palhaço cidadão, nas palavras de seu criador, por ser uma presença constante nas comunidades carentes. Mesmo quando está trabalhando em outros projetos, como filmes e séries de televisão, Vasconcelos sempre arruma hora e lugar para se apresentar vestido e maquiado como Xuxu.
Antes de chegar à caracterização ideal de Xuxu, Vasoncelos interpretou vários palhaços e pegou o melhor de cada um deles para compor o personagem atual.
Ainda em 1978, junto com outros artistas, fundou em João Pessoa a Escola Piollin, nome dado em homenagem a um velho palhaço brasileiro. O complexo, além de ser sede de seu grupo teatral, desenvolve um trabalho de educação popular.
Em 1984, Vasconcelos passou a morar no Rio de Janeiro onde fez a Escola Nacional de Circo. Viveu vinte anos na capital fluminense, sustentado por Xuxu, muito requisitado para apresentações em eventos e aniversários de criança, um grande laboratório, conforme afirma o ator.
Dos anos 80 em diante alterna residências entre o Rio e João Pessoa. Em 1992, na Paraíba, Vasconcelos realiza um sonho alimentado desde seus tempos de universitário: o de adaptar para o teatro o conto Vau da Sarapalha, de Guimarães Rosa. A peça produzida pelo Grupo Piolim, sob sua direção, é um sucesso: excursionou pelo Brasil e pelo exterior e está em cartaz ainda em 2006.
Estreia no cinema no papel do cangaceiro Lampião, em O Baile Perfumado, filme pernambucano de 1996. A produção, de baixo orçamento mesmo para os padrões brasileiros, fez sucesso em festivais e os cineastas dos grandes centros tiveram sua atenção atraída para Vasconcelos. Na sequência, fez filmes para Walter Salles e Andrucha Waddington.
Na televisão, teve uma curta participação na novela Senhora do Destino e em séries. Gravou no interior da Paraíba a micro-série  da Rede Globo A Pedra do Reino, adaptação do romance de Ariano Suassuna, com direção de Luiz Fernando Carvalho, que foi ao ar em junho de 2007. Em 2008, interpretou o jornalista Ivan na mini-série Queridos Amigos, da REDE GLOBO, que foi ao ar de fevereiro a março.

## Filmografia

### Televisão
| Ano  | Título                      | Personagem                          | Notas                                                              |
| ---- | --------------------------- | ----------------------------------- | ------------------------------------------------------------------ |
| 2000 | Você Decide                 | Guga                                | Episódio: "A Bola da Vez"                                          |
| 2002 | Pastores da Noite           | Pé de Vento                         |                                                                    |
| 2004 | Senhora do Destino          | Sebastião Ferreira da Silva (jovem) | Episódios: "28–30 de junho"                                        |
| 2005 | Carga Pesada                | Fábio                               | Episódio O Poder                                                   |
| 2005 | Carandiru, Outras Histórias | Drauzio Varella                     |                                                                    |
| 2007 | A Pedra do Reino            | Arésio                              |                                                                    |
| 2008 | Faça Sua História           | João Grande                         | Episódio: "O Estouro da Boiada"                                    |
| 2008 | Dicas de um Sedutor         | Jimmy                               |                                                                    |
| 2008 | Casos e Acasos              | Gilberto Gomes                      | Episódio: "O Desejo Escondido, o Cara Deprimido e o Livro Roubado" |
| 2008 | Queridos Amigos             | Ivan                                |                                                                    |
| 2008 | O Natal do Menino Imperador | Zampano                             | Especial de fim de ano                                             |
| 2011 | Araguaia                    | Frei Gusmão                         |                                                                    |
| 2011 | A Vida da Gente             | Renato Nogueira Martins             |                                                                    |
| 2013 | Flor do Caribe              | Donato Silva                        |                                                                    |
| 2014 | Geração Brasil              | Frederico Yanes (Fred)              |                                                                    |
| 2015 | Além do Tempo               | Bento Silvino Bento Ventura         |                                                                    |
| 2016 | Justiça                     | Euclydes Menezes                    |                                                                    |
| 2019 | Aruanas                     | Miguel Alvarez                      |                                                                    |
| 2019 | A Dona do Pedaço            | Miroel Matheus                      | Episódios: "20–24 de maio"                                         |
| 2020 | Amor de Mãe                 | Januário Silva                      | Episódios: "23 de janeiro–20 de fevereiro"                         |
| 2023 | Cangaço Novo                | Deocleciano Maleiro                 |                                                                    |
| 2025 | Guerreiros do Sol           | Bosco                               |                                                                    |

### Cinema
| Ano  | Título                     | Personagem         |
| ---- | -------------------------- | ------------------ |
| 1997 | Baile Perfumado            | Lampião            |
| 1998 | O Primeiro Dia             | João               |
| 2000 | Eu Tu Eles                 | Ciro               |
| 2001 | Abril Despedaçado          | Salustiano         |
| 2002 | Como se Morre no Cinema    | Papagaio (voz)     |
| 2003 | Carandiru                  | Drauzio Varella    |
| 2004 | Árido Movie                | Jurandir           |
| 2006 | Romance do Vaqueiro Voador | Vaqueiro Voador    |
| 2007 | Mutum                      | Seu Aristeu        |
| 2009 | O Homem Mau Dorme Bem      | Caburé             |
| 2010 | O Sol do Meio Dia          | Artur              |
| 2011 | Ilhas Cayman               | Taxista            |
| 2012 | Acalanto                   | Chico              |
| 2012 | O Inventor de Sonhos       | Timóteo            |
| 2013 | O Tempo e o Vento          | Maneco Terra       |
| 2013 | Fragma                     | Homem 1 Mais Velho |
| 2014 | Irmã Dulce                 | Eugênio Sales      |
| 2019 | Marighella                 | Almir              |

## Prêmios e indicações
| Organização                                   | Ano  | Categoria                                | Nomeações         | Resultados | Ref.  |
| --------------------------------------------- | ---- | ---------------------------------------- | ----------------- | ---------- | ----- |
| CinEuphoria Awards                            | 2020 | Melhor Elenco (competição internacional) | Marighella        | Indicado   |       |
| Festival Internacional de Cinema de Cartagena | 2004 | Melhor Ator Coadjuvante (com elenco)     | Carandiru         | Venceu     |       |
| Festival do Rio                               | 2009 | Melhor Ator                              | O Sol do Meio Dia | Venceu     |       |
| Festival de Cinema de Vitória                 | 2011 | Melhor Ator                              | Ilhas Cayman      | Venceu     |       |
| Festival Sesc Melhores Filmes                 | 2000 | Melhor Ator (voto júri)                  | O Primeiro Dia    | Venceu     |       |
| Festival Sesc Melhores Filmes                 | 2000 | Melhor Ator (voto público)               | O Primeiro Dia    | Venceu     |       |
| Festival Sesc Melhores Filmes                 | 2022 | Melhor Ator Nacional                     | Marighella        | Indicado   |       |
| Grande Prêmio do Cinema Brasileiro            | 2022 | Melhor Ator Coadjuvante                  | Marighella        | Pendente   | [ 5 ] |
| Prêmio APCA                                   | 1998 | Melhor Ator Coadjuvante                  | Baile Perfumado   | Venceu     |       |
| Prêmio APCA                                   | 2000 | Melhor Ator em Cinema                    | O Primeiro Dia    | Venceu     |       |
| Prêmio APCA                                   | 2001 | Melhor Ator em Cinema                    | Eu, Tu, Eles      | Venceu     |       |
| Prêmio Guarani de Cinema Brasileiro           | 2000 | Melhor Ator                              | O Primeiro Dia    | Indicado   | [ 6 ] |